# Vernonia missurica
Vernonia missurica là một loài thực vật có hoa trong họ Cúc. Loài này được Raf. miêu tả khoa học đầu tiên năm 1833.